# Loreto-di-Casinca
Loreto-di-Casinca (korsisch Loretu di Casinca; italienisch Loreto di Casinca) ist eine Gemeinde des französischen Kantons Casinca-Fiumalto im Arrondissement Corte sowie im Département Haute-Corse. Sie liegt auf der Mittelmeerinsel Korsika, auf durchschnittlich 630 Metern über dem Meeresspiegel. Nachbargemeinden sind Vescovato im Norden, Venzolasca im Nordosten, Sorbo-Ocagnano im Osten, Penta-di-Casinca und Porri im Südosten, Silvareccio im Süden, Monte im Westen sowie Olmo und Prunelli-di-Casacconi im Nordwesten.

## Bevölkerungsentwicklung
| Jahr      | 1962 | 1968 | 1975 | 1982 | 1990 | 1999 | 2008 | 2016 |
| --------- | ---- | ---- | ---- | ---- | ---- | ---- | ---- | ---- |
| Einwohner | 432  | 430  | 255  | 213  | 225  | 234  | 251  | 213  |